# Population Registration Act

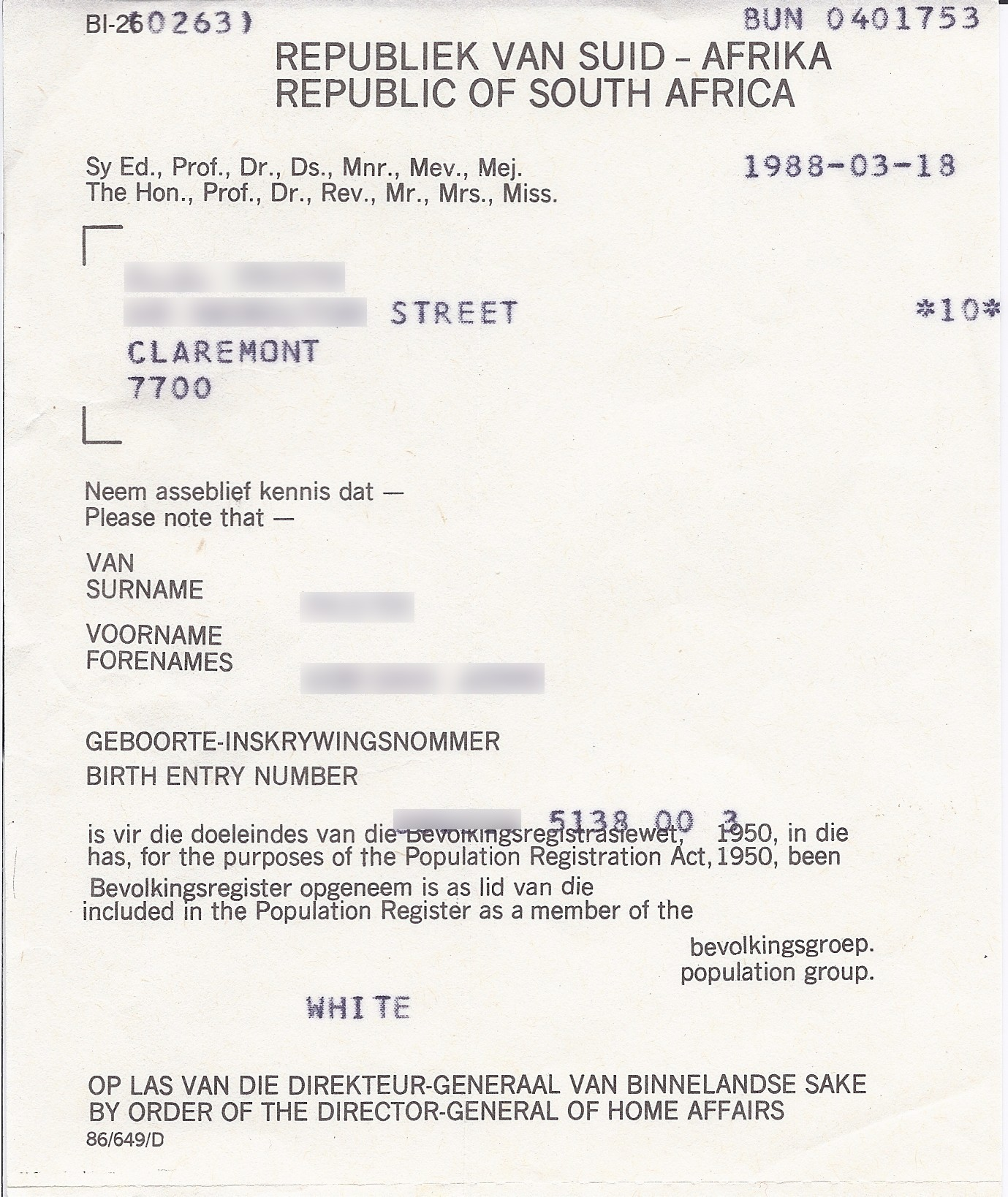
Personenzertifikat nach dem Population Registration Act mit der eingetragenen Bevölkerungsgruppe white

Der Population Registration Act, Act No 30 / 1950 (Afrikaans Wet op Bevolkingsregistrasie; deutsch etwa „Bevölkerungsregistrierungsgesetz“) war ein 1950 erlassenes Gesetz der südafrikanischen Apartheidregierung, das eine umfassende Einwohnerregistrierung mit neuen Ausweispapieren für alle Bewohner Südafrikas zum Ziel hatte. Zu dessen Umsetzung wurden Daten und Erfassungsmethoden nach dem Census Act von 1910 (Act No. 2 / 1910) herangezogen. Es trat am 7. Juli 1950 in Kraft und diente zum weiteren Ausbau der Rassentrennungspolitik.

## Allgemeines
Der Population Registration Act bildete zusammen mit dem Prohibition of Mixed Marriages Act (erlassen 1949) und dem Immorality Act (1950 wurde das bereits 1927 erlassene Gesetz erweitert und 1957 erneut verschärft) ein grundlegendes Gesetz mit diskriminierendem Charakter im Rahmen der Apartheidspolitik.
Die Zuständigkeit für das Gesetz lag beim Innenministerium. Die beauftragte Fachbehörde hieß Director of Census.
Der Population Registration Act wurde vom südafrikanischen Parlament am 17. Juni 1991 aufgehoben.

## Wesentliche Gesetzesinhalte
Das Anliegen war eine Kategorisierung der Bevölkerung und die damit verbundene Ausgabe einer Identitätskarte, die identity card (etwa vergleichbar mit dem Personalausweis) einschließlich einer Identitätsnummer (identity number) entsprechend der Sektion 6 des Gesetzes. Die juristische Definition des Begriffs „Ausländer“ wurde auf Basis der des Aliens Act (Act No. 1 / 1937) übernommen.
Sektion 5
Nach Sektion 5 dieses Gesetzes wurde jeder Südafrikaner entsprechend einer „ethnischen oder anderen Gruppe“ klassifiziert. Das Gesetz sah drei verschiedene Personengruppen vor: Weiße, Coloured und Natives, im Originaltext „... white person, a coloured person or a native, ....“.
Eine Beschreibung und Definition zur „Klassifizierung“ der Gruppen Coloureds und Natives war dem Governor-General durch Bekanntgabe in der Government Gazette, einschließlich späterer Änderungen, vorbehalten. Die als „Natives“ bezeichneten Einwohner wurden bereits in Sektion 1 (X) definiert, wonach jede Personen einer „eingeborenen Rasse oder Stammes von Afrika“ unter diese Bezeichnung fiel. Die Gruppe der Coloureds wurde später weiter unterteilt, um auch noch Bewohner asiatischer Abstammung zu unterscheiden. Man bezeichnete sie als Kapmalaien, Griquas, Inder, Chinesen oder „Cape Coloureds“.
Sektion 7
Nach Sektion 7 wurden folgende Personeninformationen erfasst bzw. eingefordert:
nach Absatz 1 für Weiße und Farbige (Coloureds)
- kompletter Name, Geschlecht und Hauptwohnort
- Klassifizierung nach Sektion 5
- Geburtstag und Geburtsort
- die Staatsangehörigkeit oder Nationalität
- der Familienstand
- im Fall einer Wahlberechtigung nach dem Electoral Consolidation Act (No. 46 / 1946) der Wahlkreis und der Wahlbezirk
- das Einreisedatum, falls die Person nicht in Südafrika geboren wurde
- ein aktuelles Passfoto, sofern die Person das Alter von 16 Jahren noch nicht erreicht hat
- die Identitätsnummer

nach Absatz 2 für Natives (gemeint sind Schwarze)
- kompletter Name, Geschlecht und der Distrikt des Hauptwohnortes
- die Staatsangehörigkeit oder Nationalität, die ethnische Gruppe oder andere Gruppe und die Stammesangehörigkeit
- Geburtsdaten, falls nicht bekannt das vermutete Datum oder Jahr, sowie der Geburtsort, wenn nicht bekannt der jeweilige Distrikt
- der Familienstand
- das Einreisedatum, falls die Person nicht in Südafrika geboren wurde
- ein aktuelles Passfoto, sofern die Person das Alter von 16 Jahren noch nicht erreicht hat, und wenn es kein südafrikanischer Bürger ist, seine Fingerabdrücke
- die Identitätsnummer

Sektion 8
In der Sektion 8 war festgelegt, dass in jedem Distriktsverwaltungsbüro eine Kopie der amtlichen Einwohnerliste öffentlich auszuhängen sei. Sie enthielt folgende Personenangaben:
- Namen, Geschlecht und Hauptwohnsitz, im Fall der schwarzen Personen der Distrikt des üblichen Aufenthaltes
- die Klassifizierung nach Sektion 5
- die Staatsbürgerschaft oder Nationalität
- im Fall einer Wahlberechtigung nach dem Electoral Consolidation Act (No. 46 / 1946) der Wahlkreis und der Wahlbezirk
- die Identitätsnummer

Sektion 13
In der Sektion 13 wurde beschrieben, welche Informationen die Identitätskarte enthalten sollte. Dabei wurden zwei Ausweiskarten unterschieden, eine für Weiße und Farbige und eine andere für Schwarze.
nach Absatz 1 für Weiße und Farbige (Coloureds)
- Name und Geschlecht
- Klassifizierung nach Sektion 5
- Staatsbürgerschaft oder Nationalität
- Identitätsnummer
- das Passfoto
- Ausgabedatum der Identitätskarte

nach Absatz 2 für Natives (gemeint sind Schwarze)
- Name und Geschlecht
- die ethnische oder andere Gruppenzugehörigkeit und die Stammeszugehörigkeit, im Fall von ausländischen Personen die Staatsbürgerschaft oder Nationalität
- Identitätsnummer
- das Passfoto und im Fall von ausländischen Personen die Fingerabdrücke
- Ausgabedatum der Identitätskarte